# Kluet Selatan
Kluet Selatan (indonez. Kecamatan Kluet Selatan) – kecamatan w kabupatenie Aceh Selatan w okręgu specjalnym Aceh w Indonezji.
Kecamatan ten znajduje się w północnej części Sumatry, nad Oceanem Indyjskim. Od północy graniczy z kecamatanami Kluet Utara i Kluet Timur, a od południa z kecamatanem Bakongan. Przebiega przez niego droga Jalan Lintas Barat Sumatrea.
W 2010 roku kecamatan ten zamieszkiwało 12 459 osób, z których 2676 stanowiło ludność miejską, a 9783 ludność wiejską. Mężczyzn było 6 086, a kobiet 6 373. 12 452 osoby wyznawały islam.
Znajdują się tutaj miejscowości: Barat Daya, Gelumbuk, Indra Damai, Jua, Kapeh, Kedai Kandang, Kedai Runding, Luar, Pasi Lembang, Pasi Merapat, Pulo Ie, Rantau Binuang, Sialang, Suaq Bakong, Ujung, Ujung Padang, Ujung Pasir.